# 羅島
36°09′19″N 29°29′50″E / 36.15528°N 29.49722°E
羅島（希臘語：Ρω）是希臘的島嶼，位於卡斯泰洛里佐岛附近的的地中海東部，由南愛琴大區負責管轄，屬於十二群島的一部分，長2.63公里、寬0.7公里，面積1.476平方公里，最高點海拔高度87米，島上無人居住。

## 外部連結
- Official website of Municipality of Megisti （希腊文）